# Monotlenek diwodoru

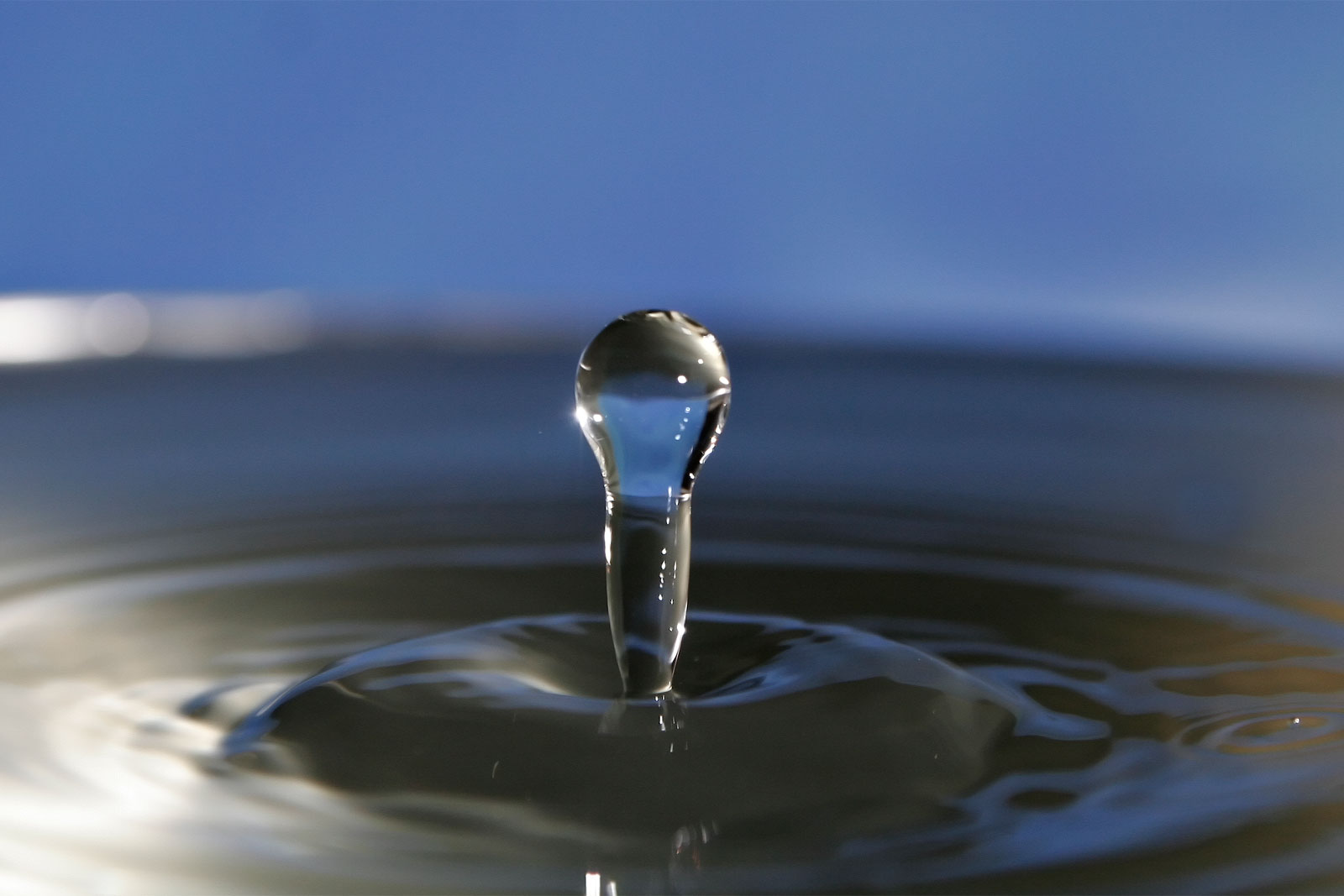
Monotlenek diwodoru w stanie ciekłym

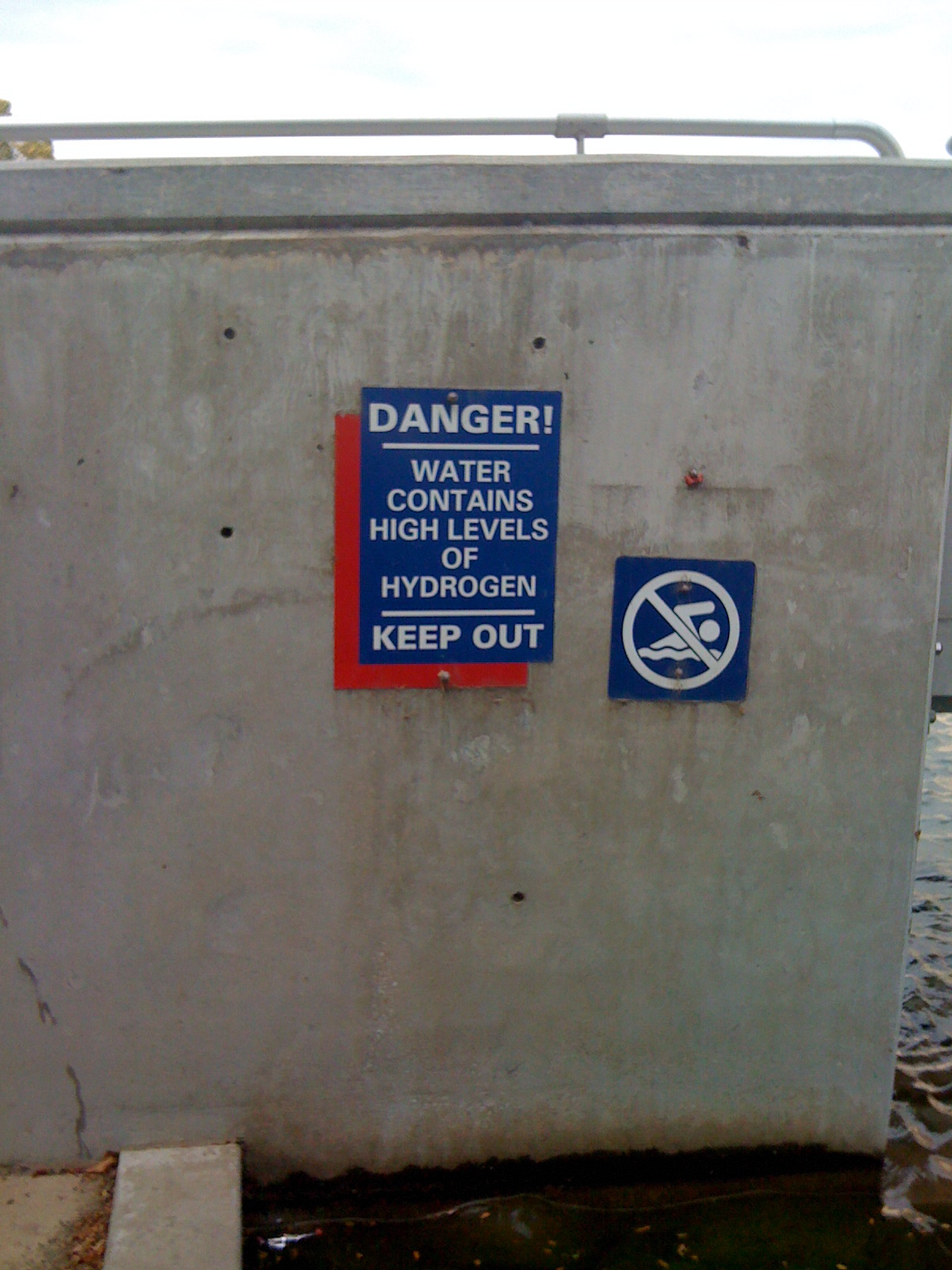
Ostrzeżenie przed dużą ilością wodoru w wodzie (Louisville)

Monotlenek diwodoru (ang. dihydrogen monoxide, DHMO) – nomenklaturowo poprawna, ale rzadko stosowana nazwa chemiczna wody. Jest ona wykorzystywana do mistyfikacji, które mają pokazać skutki ignorancji naukowej i ośmieszać zjawisko publicznego lęku przed nieznanymi nazwami substancji chemicznych.

## DHMO w anegdotach
Pierwsze żartobliwe wzmianki o DHMO pojawiły się w 1990 za sprawą studentów Uniwersytetu Kalifornijskiego w Santa Cruz (Erica Lechnera, Larsa Norpchena i Matthew Kaufmana); w 1994 zostały rozwinięte przez innego studenta tej uczelni (Craiga Jacksona). Mistyfikacja stała się znana w szerszych kręgach dzięki pracy czternastoletniego Nathana Zohnera, ucznia gimnazjum w Eagle Rock w stanie Idaho, który trzy lata później, w ramach swojego projektu szkolnego „How Gullible Are We?” („Jak łatwowierni jesteśmy?”), przeprowadził ankietę na temat niebezpieczeństw związanych z monotlenkiem diwodoru. Odzew na tę ankietę był przedmiotem komentarzy w prasie i innych mediach, a wkrótce stał się inspiracją dla podobnych akcji przeprowadzanych gdzie indziej.
W ciągu następnych lat na potrzeby kolejnych żartów z tej serii stworzono wiele kolejnych petycji i witryn internetowych, które opisywały zagrożenia i negatywne skutki środowiskowe powodowane przez ów związek chemiczny: erozja gruntów, niszczenie zabytków, przyspieszanie korozji metali, istotna rola w procesach cieplarnianych. Monotlenek diwodoru był też wskazany jako główny składnik kwaśnych deszczów oraz wielu niebezpiecznych odpadów przemysłowych; podkreślano, że przypadkowe dostanie się do dróg oddechowych nawet niewielkich ilości tej cieczy może prowadzić do śmierci, a postać gazowa często powoduje poważne oparzenia. Pisano także, że substancja ta znaleziona została w tkankach nowotworowych u wielu pacjentów. Petycje nawoływały do zdecydowanego odzewu i sprzeciwu wobec produkcji i wykorzystania DHMO.
1 kwietnia 2018 na trawniku przed kościołem dominikanów w Poznaniu pojawiła się tabliczka z napisem: Uwaga! Okresowo rozpylany monotlenek diwodoru. Prosimy nie wprowadzać psów! Substancje biologiczne. Odkąd umieszczono na trawniku tabliczkę z ostrzeżeniem, właściciele psów przestali je tam wyprowadzać na spacer, a wokół drzew na trawniku zaczęła rosnąć trawa. Podobnie, by zniechęcić właścicieli psów niesprzątających odchodów po swoich zwierzętach do wypuszczania ich przy lądowisku Lotniczego Pogotowia Ratunkowego przy szpitalu w Środzie Wielkopolskiej, na otaczających to miejsce trawnikach umieszczono tablice z ostrzeżeniem Trawniki spryskane monotlenkiem diwodoru.

## Inne nazwy wody
Ponieważ żart z monotlenkiem diwodoru stał się już dość znany, wymyślane są inne terminy tego rodzaju (nie zawsze poprawne), na przykład:
- kwas hydrohydroksylowy
- wodorotlenek wodoru[6]
- kwas wodorotlenowy[6].